# 拜住 (康里人)
拜住（？—1368年），字闻善，元朝末年官员，康里人。
拜住以才干官至翰林国史院都事，担任太子司经。至正二十八年（1368年），明朝大军兵临大都。拜住对家人说：“我始祖海蓝伯封河东公，开始与太祖成吉思汗一起事奉王汗，成吉思汗击败王汗，收取诸部落，吾祖海蓝伯带着数十骑逃往西北方，成吉思汗派人追问，他说：‘之前我与大汗一起事奉王汗，今王汗已灭，想要为他报仇，但是大汗接受天命；想要改事大汗，我心有所不忍，所以避于远地，以终此生。’这是我祖先所言。我祖先生在大漠，还能说出如此言语，现在我生长在中原，读书国学，怎么能不知大义！何况我上世受国厚恩，到我现在又享受俸禄，不忍见国破。与其苟生，不如死。”于是赴井自杀。其家人把他葬在家宅之东，将他收藏的书籍焚烧以殉。